# فرانشيسكا سيجاريلي
فرانشيسكا سيجاريلي مواليد 5 سبتمبر 1990 في روما، هي لاعبة كرة مضرب دومينيكية وتحتل حالياً المرتبة 693 (7 مارس 2016) في تصنيف رابطة محترفات كرة المضرب. أعلى تصنيف لها في الفردي كان 424. أعلى تصنيف لها في الزوجي كان 342.

## النهائيات

### الفردي (0–1)
| الحصيلة | الرقم | التاريخ       | الدورة     | الأرضية | المنافس          | النتيجة       |
| ------- | ----- | ------------- | ---------- | ------- | ---------------- | ------------- |
| الوصافة | 1.    | 4 نوفمبر 2013 | ليما، بيرو | ترابية  | آنا صوفيا سانشيز | 3–6, 7–5, 4–6 |

## روابط خارجية
- فرانشيسكا سيجاريلي على موقع رابطة محترفات التنس (الإنجليزية)
- فرانشيسكا سيجاريلي على موقع الاتحاد الدولي لكرة المضرب (الإنجليزية)
- فرانشيسكا سيجاريلي على موقع كأس بيلي جين كينغ (الإنجليزية)
- فرانشيسكا سيجاريلي على موقع خلاصة التنس.كوم (الإنجليزية)